# 旧小松川文書庫
旧小松川文書庫（きゅうこまつがわぶんしょこ）は、東京都江戸川区にある史跡である。

## 概要
1924年（大正13年）に当時の南葛飾郡役所の倉庫として建てられた、コンクリートブロック造2階建ての建物で、のちに江戸川区役所となってからは、行政文書を収める文書庫として使われた。
1945年（昭和20年）の東京大空襲により区役所は全焼したものの、コンクリート造の文書庫は焼け残った。
なお、保管されていた書類は職員が麻袋に入れて近くの用水路に沈めたため無事だった。当時の戸籍簿が現時点でも残っているらしい。
その後は取り壊されることなく放置され、1980年代には文書庫の場所は再開発予定地となっていたが、地元労働団体の保存運動が実り、建物は1989年（平成元年）に補修され、外観のみ公開されている。建物の脇には、戦災を体験した広島の彫刻家、圓鍔勝三が制作した「世代を結ぶ平和の像」という彫刻作品も設置されている。
また、2018年に開設した「江戸川区平和祈念展示室」でも、遺族らから寄託された戦災資料や解説パネルなど約100点を常設展示し、戦争の記憶を後世に伝えている。

## アクセス
- 都営新宿線東大島駅
- JR総武線平井駅
- 都営バス平28系統